# HMS Hero (1885)
«Хіроу» (англ. HMS Hero) був другим і останнім баштовим тараном типу «Конкерор». Це броненосець Королівського флоту Вікторіанської доби. 

## Конструкція
«Хіроу», як і однотипний з ним корабель, був розроблений як вдосконалена версія броненосця «Руперт» з тараном як основним озброєнням. Комітет адміралтейства припустив, що наявна перевага на той час у ефективності броньового захисту над артилерійським вогнем дозволить такому кораблю протаранити ворожий корабель, не зазнавши серйозних пошкоджень від вогню противника під час атаки. Ця гіпотеза ніколи не була перевірена на практиці. 
Корабель ніс дві великі гармати у башті, розміщеній на баку. Було виявлено, що під час вогню цих гармат прямо по курсу вибухова хвиля завдала серйозних пошкоджень палубі та її конструкціям, а при вогню у напрямку корми - містку та надбудові. Тому сектор  стрільби гармат був обмежений дугою близько 45° з обох боків. Оскільки головним призначенням гармат було вражати противника, який ухилився від таранного удару, це обмеження межа не розглядалася як серйозне. 
Шість торпедних апаратів для запуску 356-міліметрових торпед були встановлені в задній частині надбудови і повинні були доповнити таран. Менші гармати встановлювалися для оборони від малих кораблів, проти яких застосування основного озброєння було ускладнене та неекономічне.  

## Історія служби
Корабель включили до складу флоту у Портсмуті в травні 1888 року як тендер до артилерійської школи «Excellent». Він там і служив до лютого 1905 року, коли був виведений у резерв. Корабель брав участь у маневрах 1888-1891 років, але ніколи не брав участь у інших операціях. Командер Френсіс Алан Річард Боулз був призначений капітаном 6 лютого 1900 року і його змінив командер Джордж Боуз Хаттон, який був призначений капітаном 6 березня 1902 року.  

## Популярна культура
Пачки сигарет Player's Navy Cut використовували ілюстрацію моряка з військовим кораблем на задньому плані. Слово "Герой" на головному уборі не означає жодного зв’язку з «Хіроу», а підкреслює ідею, що всі моряки Королівського флоту були героями. 

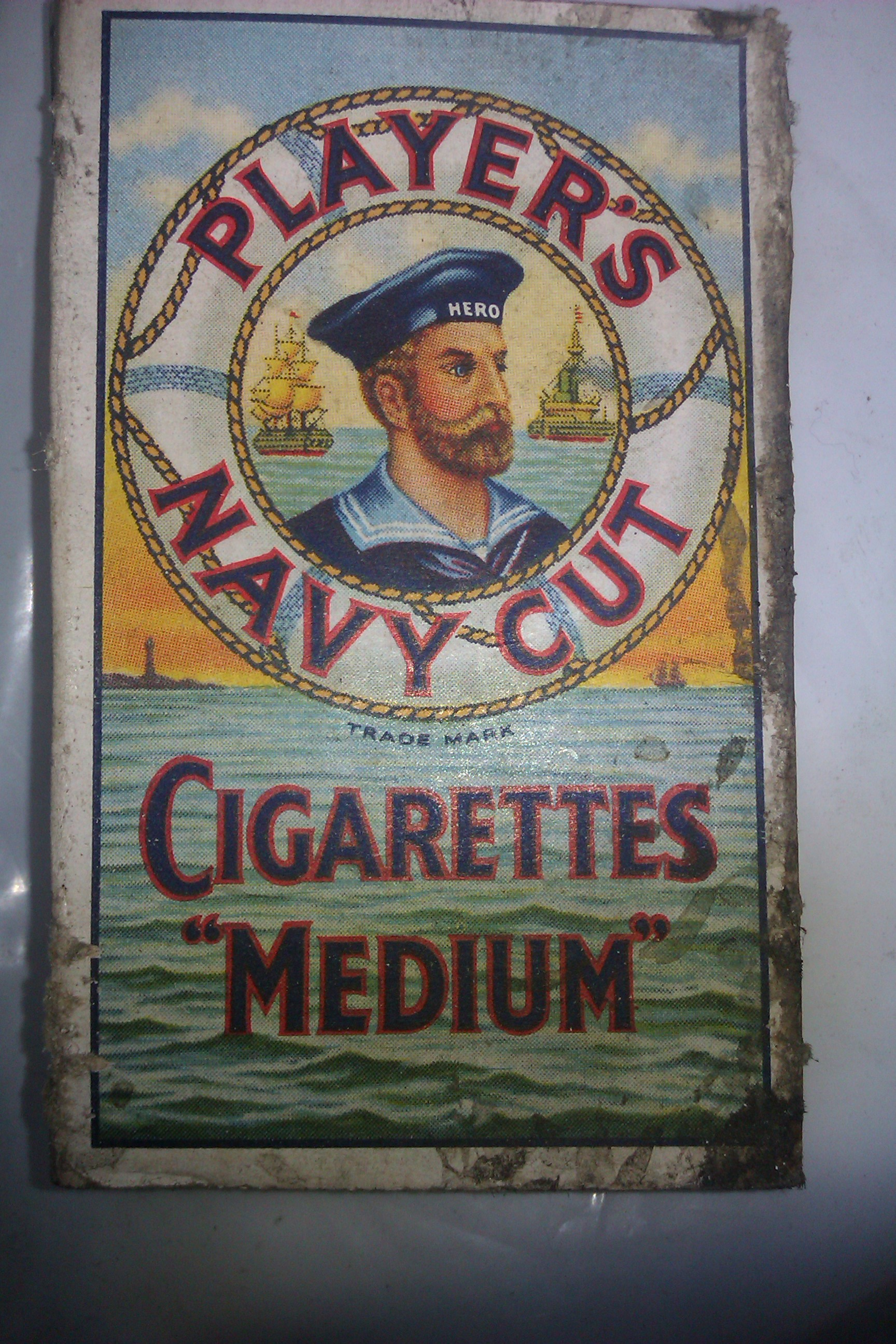